# Texas, Our Texas
«Texas, Our Texas» (в переводе с англ. — «Техас, наш Техас») — официальная песня штата Техас. Песня написана в 1924 году эмигрантом из Ливерпуля Уильямом Джей Маршем в соавторстве с уроженкой Форта Уэрт Глэдис Йоакам Райт. В 1929 году по итогам конкурса, объявленного по всему штату, песня была утверждена в качестве официальной песни законодательными органами штата. В числе других претендентов были песни «The Yellow Rose of Texas» (с англ. — «Техасская жёлтая роза») и «Dixie» («Дикси»). Позднее предпринимались попытки заменить песню на «The Eyes of Texas» (с англ. — «Глаза Техаса»).
Изначально в третьей строке первого куплета вместо слова boldest использовалось largest, но после присоединения Аляски в 1959 году строчку пришлось изменить.

## Текст песни
1-й куплет:
Texas, Our Texas! all hail the mighty State!
Texas, Our Texas! so wonderful so great!
Boldest and grandest, withstanding ev’ry test
O Empire wide and glorious, you stand supremely blest.
Припев:
God bless you Texas! And keep you brave and strong,
That you may grow in power and worth, throughout the ages long.
God bless you Texas! And keep you brave and strong,
That you may grow in power and worth, throughout the ages long.
2-й куплет:
Texas, O Texas! your freeborn single star,
Sends out its radiance to nations near and far,
Emblem of Freedom! it set our hearts aglow,
With thoughts of San Jacinto and glorious Alamo.
3-й куплет:
Texas, dear Texas! from tyrant grip now free,
Shines forth in splendor, your star of destiny!
Mother of heroes, we come your children true,
Proclaiming our allegiance, our faith, our love for you.